# Кривава гора (фільм, 1916)
Кривава гора (англ. Mountain Blood) — американська короткометражна драма режисера Джорджа Кокрейна 1916 року.

## У ролях
- Моллі Мелоун
- Джек Нельсон
- Вестер Пегг
- Фред Барнс
- Джордж Беррелл